# ورخنلبیاژیه
ورخنلبیاژیه (به لاتین: Verkhnelebyazhye) یک منطقهٔ مسکونی در روسیه است که در استان آستراخان واقع شده‌است.